# Cicero (typografi)
 For alternative betydninger, se Cicero (flertydig). (Se også artikler, som begynder med Cicero)
Cicero er et kontinentalt europæisk typografisk mål og er lig med 12 didotske punkt. Navnet stammer fra at en udgave af Marcus Tullius Ciceros breve er blevet trykt med denne skriftstørrelse.
Det stammer fra den franske konges fodstørrelse "Pied de Roi" – der var en smule større end den engelske fod, som gav grundlag for det engelske typografiske mål, pica. Pica = 12 punkt.
Inddelingen var den samme, men størrelsen var altså ikke den samme.